# Харрис, Джозеф
Джозеф Джон (Джо) Харрис (англ. Joseph John "Joe" Harris; 2 октября 1912, Гамильтон, Онтарио — 1974, неизвестно) — канадский гребец, выступавший за сборную Канады по академической гребле в 1930-х годах. Бронзовый призёр летних Олимпийских игр в Лос-Анджелесе, участник Олимпийских игр в Берлине, победитель многих региональных соревнований в составе гамильтонского лодочного клуба «Леандер».

## Биография
Джозеф Харрис родился 2 октября 1912 года в городе Гамильтон провинции Онтарио, Канада.
Занимался академической греблей в гамильтонском лодочном клубе «Леандер», в составе которого неоднократно становился победителем и призёром различных соревнований регионального значения.
Наивысшего успеха как спортсмен добился в 1932 году, когда со своим клубом выиграл Королевскую канадскую регату Хенли, вошёл в основной состав канадской национальной сборной и благодаря череде удачных выступлений удостоился права защищать честь страны на летних Олимпийских играх в Лос-Анджелесе. В программе распашных рулевых восьмёрок вместе с гребцами Эрлом Иствудом, Стэнли Станьяром, Гарри Фраем, Седриком Лидделлом, Уильямом Тобурном, Доном Боалом, Альбертом Тейлором и рулевым Лесом Макдональдом занял второе место в предварительном квалификационном заезде, уступив более четырёх секунд экипажу Соединённых Штатов, собранному из студентов Калифорнийского университета в Беркли, и не смог отобраться в финал напрямую. Тем не менее, в дополнительном отборочном заезде одержал убедительную победу, опередив команды из Германии и Японии — тем самым всё же вышел в финальную стадию соревнований. В решающем финальном заезде безоговорочными лидерами стали американцы и итальянцы, завоевавшие золотые и серебряные медали соответственно, тогда как канадцы в напряжённой борьбе за третье место всего на 0,4 секунды опередили титулованных гребцов из Великобритании, победителей нескольких последних Королевских регат Хенли. Джозеф Харрис, таким образом, вместе со своей командой стал обладателем бронзовой олимпийской медали.
После лос-анджелесской Олимпиады Харрис ещё в течение четырёх лет оставался действующим спортсменом и вплоть до 1936 года продолжал неизменно выигрывать Королевскую канадскую регату Хенли. Кроме того, он выступил в восьмёрках на Олимпийских играх в Берлине — на сей раз попасть в число призёров не смог, остановившись уже на предварительном этапе.
Умер в 1974 году.